# Кнорр, Андрей Филиппович
Андрей Филиппович Кнорр (род. 11 мая 1957, с. Михайловка, Бурлинский район, Алтайский край, СССР) — российский государственный и политический деятель. Депутат Государственной Думы Федерального Собрания России IV и V созывов. Заместитель Губернатора Томской области по агропромышленной политике и природопользованию (с 2012 года). Член партии «Единая Россия». Кандидат сельскохозяйственных наук (2006).

## Биография
Андрей Кнорр родился 11 мая 1957 года в селе Михайловка Бурлинского района Алтайского края. В 1974 году поступил в Алтайский сельскохозяйственный институт, который окончил в 1979 году. В 1979 году начал работать инженером в государственном племенном хозяйстве «Тополинский». В 1980—1988 годах инструктор, заведующий орготделом, первый секретарь Бурлинского райкома комсомола. В 1988 году назначен секретарём Алтайского краевого комитета ВЛКСМ по работе с рабочей и сельской молодёжью.
В 1990—2000 годы занимал должность генерального директора (с 1992 года по 1995 год), президента (1995—1998) туристско-коммерческой фирмы «Спутник-Алтай», должность генерального директора ООО "Газета «Спутник телезрителя» (1998—2000). В 2000 году работал депутатом, заместителем председателя комитета по экономической политике, промышленности и собственности Алтайского краевого Совета народных депутатов.
В 1992 году окончил Российскую академию государственной службы при Президенте Российской Федерации.
В декабре 2003 года избран депутатом Государственной Думы России IV созыва по одномандатному Славгородскому избирательному округу № 38. В Госдуме вошёл в комитет по аграрным вопросам. В декабре 2007 года, после отказа Александра Карлина от депутатского мандата, избран депутатом Государственной Думы пятого созыва по федеральному списку кандидатов от партии «Единая Россия».
В 2006 году в Алтайском государственном аграрном университете защитил диссертацию на соискание учёной степени кандидата сельскохозяйственных наук на тему «Технология ввода в комбикорм и зоотехническая эффективность цист артемии».
С 2007 по 2011 год занимал должность заместителя председателя Российского аграрного движения. 1 сентября 2012 года назначен заместителем Губернатора Томской области по агропромышленной политике и природопользованию.

## Законотворческая деятельность
С 2007 по 2011 год, в течение исполнения полномочий депутата Государственной Думы V созыва, выступил соавтором 21 законодательной инициативы и поправок к проектам федеральных законов.

## Награды
- Медаль ордена «За заслуги перед Отечеством» II степени (21 мая 2008 года) — за заслуги в законотворческой деятельности, укреплении и развитии российской государственности[7]
- Почётная грамота Правительства Российской Федерации (14 ноября 2011 года) — за многолетнюю плодотворную законотворческую деятельность[8]
- Почётная грамота Министерства сельского хозяйства Российской Федерации
- Медаль «За заслуги в проведении Всероссийской сельхозпереписи 2006 года»
- Медаль «За вклад в развитие агропромышленного комплекса России»